# マウスプロップ
マウスプロップ（英語: mouth prop、bite block）は、歯科治療中に口を大きく安定して開けておくことが難しい子供や鎮静状態などの患者に使用するための楔型の器具である。バイトブロック（英語: bite block）とも呼ばれる。ゴムのような質感を持ち、通常は TPV 素材で作られている。小児用から成人用まで様々なサイズがあり、通常、奥歯を使用して所定の位置に固定できるように表面にはリブがある。

## 関連記事
- 開口具